# Dibujos Animados S.A.
Dibujos Animados S.A. fou una empresa mexicana dedicada a la realització de cinema d'animació. Amb el temps també realitzaria doblatges i publicitat.
L'empresa va ser creada a instància de Richard K. Tompkins, amb l'objectiu de crear curtmetratges propagandístics dirigits a la població mexicana, utilitzant una empresa privada local per tal de no vincular el contingut de les pel·lícules amb el govern dels Estats Units.
Va realitzar, amb el finançament de la United States Information Agency i en el marc de l'Operació Pedro, una sèrie de 12 curtmetratges d'animació amb temàtica anticomunista.

## Història
L'estudi era propietat de Tompkins, però l'equip d'animació estava dirigit per Ernesto Terrazas, qui ja havia treballat per a Walt Disney a la pel·lícula Los Tres Caballeros. Les 12 produccions realitzades estaven protagonitzades per quatre personatges, els antagonistes i simpatitzants comunistes Armando Líos i Chente Colmillos d'una banda, i Manolín i Burrito per l'altra. Generalment, els primers causen problemes que els segons han de solucionar, mentre hi ha l'existència de personatges secundaris que adopten la neutralitat en el conflicte, empitjorant la situació a causa de la no intervenció.
Finalment sols un dels curtmetratges, Manolín torero, s'estrenaria a Mèxic, publicant-se la resta als Estats Units. La versió amb doblatge en llengua anglesa de les pel·lícules es conserva als Arxius Nacionals dels Estats Units d'Amèrica.